# Roger Carel
Roger Carel, nato Roger Henri Élie Bancharel (Parigi, 14 agosto 1927 – Montfermeil, 11 settembre 2020), è stato un attore e doppiatore francese.

## Biografia
Roger Carel nacque nell'XI arrondissement di Parigi da Marie-Louise Bergheaud, madre casalinga, e Joseph Bancharel, funzionario della CMP.
Inizialmente propenso al sacerdozio, studiò nell'istituto religioso Saint-Nicolas. Lasciò il seminario per entrare in una scuola di ingegneria, che parimenti abbandonò, avendo deciso di diventare attore.  Un'audizione ottenuta da sua zia presso Jean Marchat lo lanciò verso la strada del teatro. Dopo aver seguito corsi di recitazione al Bauer-Thérond insieme a Michel Piccoli, Anouk Aimée e Jacques Ciron, debuttò in teatro alla fine degli anni quaranta, prima di entrare nel cinema, nel Radiodramma e nel cabaret nel corso degli anni cinquanta. Negli anni ottanta partecipò regolarmente a Les Grosses Têtes di Philippe Bouvard su RTL, dove si distinse soprattutto per i suoi effetti sonori e le sue improvvisazioni al fianco di Jacques Martin come Le Putéal.
Apparve in film e serie TV di successo come Arsenio Lupin (1971-1974), dove interpretava l'ispettore Guerchard.
Il suo timbro particolare e la capacità di cambiare la sua voce lo spinsero verso il doppiaggio, specialmente le produzioni Disney, dove doppiò Topolino negli anni settanta, Winnie the Pooh, Kaa nel film Il libro della giungla, Pongo in La carica dei cento e uno,  Jiminy Cricket in Pinocchio e lo Stregatto in Alice nel paese delle meraviglie, ma anche personaggi nelle serie animate di Hanna-Barbera, Warner Bros. e soprattutto è stato il doppiatore principale di Asterix nelle trasposizioni cinematografiche animate dell'omonima serie a fumetti.
Prestò la sua voce ad attori come Charlie Chaplin, Jack Lemmon, Jerry Lewis, Peter Sellers o Peter Ustinov e altri personaggi come C-3PO in Star Wars, ALF, Kermit la Rana e molti altri. Desiderando rallentare la sua attività dagli anni 2010, i personaggi doppiati da lui, come Winnie the Pooh o C-3PO, vennero poi doppiati da Jean-Claude Donda. Nell'ottobre 2013 annunciò su Europe 1 in occasione dell'uscita del film Asterix e il Regno degli dei  di ritirarsi definitivamente dal doppiaggio. Nel film Asterix e il segreto della pozione magica Carel fu sostituito da Christian Clavier.
Scrisse il libro autobiografico J'avoue que j'ai bien ri del 1986. Nel gennaio 2012 ricevette il Prix Henri-Langlois per tutto il suo lavoro. Risiedeva a Villemomble nel dipartimento di Senna-Saint-Denis e da lungo tempo possedeva una residenza secondaria a Villejésus, paese a nord del dipartimento Charente.
Carel è morto l'11 settembre 2020 a Montfermeil. La sua morte è stata annunciata dal figlio solo una settimana dopo, il 18 settembre. È stato sepolto con funerale in forma privata presso la cappella di famiglia, nella vicina città di Villejésus.

## Doppiaggio
Famoso nel doppiaggio francese soprattutto per aver dato voce per quasi cinquant'anni ad Asterix (1967-2014) e altri personaggi per l'edizione francese come C-3PO, ALF, Kermit la Rana, Maestro, Winnie the Pooh, Topolino, Benny Hill o ancora Hercule Poirot.
Il suo ultimo doppiaggio è stato Asterix nel film Asterix e il Regno degli dei.

## Filmografia

### Cinema
- Il figlio di Lagardere, regia di Fernando Cerchio (1952)
- Rencontre à Paris, regia di Georges Lampin (1955)
- L'Ami de la famille, regia di Jack Pinoteau (1957)
- Le Triporteur, regia di Jack Pinoteau (1957)
- Incognito, regia di Patrice Dally (1958)
- Chéri, fais-moi peur, regia di Jack Pinoteau (1958)
- Le Petit Prof, regia di Carlo Rim (1959)
- Croquemitoufle, regia di Claude Barma (1959)
- Auguste, regia di Pierre Chevalier (1961)
- L'Empire de la nuit, regia di Pierre Grimblat (1962)
- Ofelia (Ophélia), regia di Claude Chabrol (1963)
- Les Bricoleurs, regia di Jean Girault (1963)
- La Foire aux cancres, regia di Louis Daquin (1963)
- La Mort d'un tueur, regia di Robert Hossein (1964)
- La Grosse Caisse, regia di Alex Joffé (1965)
- Il Santo prende la mira (Le Saint prend l'affût), regia di Christian-Jaque (1966)
- Il vecchio e il bambino (Le Vieil Homme et l'Enfant), regia di Claude Berri (1967)
- La Puce à l'oreille, regia di Jacques Charon (1968)
- Salut Berthe!, regia di Guy Lefranc (1968)
- Béru et ces dames, regia di Guy Lefranc (1968)
- Clérambard, regia di Yves Robert (1969)
- Una vedova tutta d'oro (Une veuve en or), regia di Michel Audiard (1969)
- Et qu'ça saute !, regia di Guy Lefranc (1970)
- On est toujours trop bon avec les femmes, regia di Michel Boisrond (1971)
- Il vitalizio (Le Viager), regia di Pierre Tchernia (1972)
- Églantine, regia di Jean-Claude Brialy (1972)
- Rosamunda non parla... spara! (Elle cause plus... elle flingue), regia di Michel Audiard (1972)
- L'Heptaméron, regia di Claude Pierson (1973)
- Cinque matti al supermercato (Le Grand Bazar), regia di Claude Zidi (1973)
- Cari amici miei... (Les Gaspards), regia di Pierre Tchernia (1974)
- Q, regia di Jean-François Davy (1974) - voce
- Soldat Duroc, ça va être ta fête, regia di Michel Gérard (1975)
- Les Grands Moyens, regia di Hubert Cornfield (1975)
- La Grande Récré, regia di Claude Pierson (1976)
- Dis bonjour à la dame, regia di Michel Gérard (1977)
- La Grande Frime o À nous les minettes, regia di Henri T. Zaphiratos (1977)
- La Gueule de l'autre, regia di Pierre Tchernia (1979)
- Les Phallocrates, regia di Claude Pierson (1980)
- Les Malheurs d'Octavie, regia di Robert Urban (1980)
- On a volé la cuisse de Jupiter, regia di Philippe de Broca (1980)
- Le Coup du parapluie, regia di Gérard Oury (1980)
- Signé Furax , regia di Marc Simenon (1981)
- Tre per tre (Le Retour des bidasses en folie), regia di Michel Vocoret (1983)
- Le Jeune Marié, regia di Bernard Stora (1983)
- L'estate assassina (L'Été meurtrier), regia di Jean Becker (1983)
- L'émir préfère les blondes, regia di Alain Payet (1983)
- Y a-t-il un pirate sur l'antenne ?, regia di Jean-Claude Roy (1983)
- Papy fait de la résistance, regia di Jean-Marie Poiré (1983)
- Le Diable rose, regia di Pierre B. Reinhard  (1987)
- Les Gauloises blondes, regia di Jean Jabely (1988)
- La Folle Journée ou le Mariage de Figaro, regia di Roger Coggio (1989)
- Comédie d'amour, regia di Jean-Pierre Rawson (1989)
- Le mille e una notte (Les Mille et Une Nuits), regia di Philippe de Broca (1990)
- Mon homme, regia di Bertrand Blier (1996)

### Televisione
- Le Revizor ou l'Inspecteur général, regia di Marcel Bluwal (1956)
- Le Quadrille des diamants, regia di Claude Barma (1957)
- La Dame de pique, regia di Stellio Lorenzi (1958)
- La caméra explore le temps - serie TV (1x05 e 5x01) (1958, 1961)
- La Nuit de Tom Brown, regia di Claude Barma (1959)
- Le Théâtre de la jeunesse: Gaspard ou le petit tambour de la neige, regia di Jean-Pierre Marchand (1961)
- Le Mariage de Figaro - telefilm, regia di Marcel Bluwal (1961)
- Assurance de mes sentiments les meilleurs, regia di Marcel Bluwal (1964)
- Don Quijote - miniserie TV, regia di Jacques Bourdon, Louis Grospierre e Carlo Rim (1965)
- Le Vampire de Bougival, regia di Philippe Ducrest (1966)
- Cette nuit à Bethléem, regia di André Fey (1967)
- Le Bourgeois gentilhomme  - telefilm, regia di Pierre Badel (1968)
- Les Saintes chéries - serie TV (3x06) (1970)
- Le Voyageur des siècles - miniserie TV, regia di Jean Dréville (1971)
- Arsenio Lupin (Arsène Lupin) - serie TV, 11 episodi (1971-1974)
- Schulmeister, l'espion de l'empereur - serie TV, regia di Jean-Pierre Decourt (1971-1974)
- Le Tour du monde en 80 jours - miniserie TV (1975)
- Les grands moyens - telefilm, regia di Hubert Cornfield (1976)
- L'avventura galante di Garù-Garù (Le Passe-muraille) - telefilm, regia di Pierre Tchernia (1977)
- Messieurs les ronds-de-cuirDaniel Ceccaldi dal romanzo di Georges Courteline (1978)
- La Grâce - telefilm, regia di Pierre Tchernia (1979)
- La Nouvelle Malle des Indes (1981)
- L'Attrapeur (Liebe läßt alle blumen blühen), regia di Marco Serafini (1983)
- Les Cinq Dernières Minutes - serie TV (2x40) (1985)
- Le Cœur cambriolé, regia di Michel Subiela (1986)
- Pattes de velours -  film TV, regia di Nelly Kaplan (1987)
- Les Dossiers de l'inspecteur Lavardin - téléfilm, regia di Claude Chabrol (1988)
- Marie Pervenche - serie TV (1990)
- Les Mouettes - téléfilm, regia di Jean Chapot (1991)
- L'amant de ma sœur, regia di Pierre Mondy (1991)
- Héloïse - téléfilm, regia di Pierre Tchernia (1991)
- Neige dans le midi, regia di Michèle Ferrand-Lafaye (1992)
- Honorin et la Loreleï - téléfilm, regia di Jean Chapot (1992)
- Polly West est de retour, regia di Jean Chapot (1993)
- Honorin et l'Enfant prodigue, regia di Jean Chapot (1994)
- Un petit grain de folie, regia di Sébastien Grall (1997)
- La Clef des champs - miniserie TV, regia di Charles Nemes (1998)
- La Crim' - serie TV (7x01) (2005)
- La Visite - téléfilm, regia di Pierre Sisser (2005)

### Cortometraggi
- Adorabile infedele (Beloved Infidel), regia di Yannick Bellon (1959)
- L'Emploi du temps, regia di Bernard Lemoine (1967)
- Doudou perdu, regia di Philippe Sisbane (1994)
- Post-scriptum, regia di Philippe Sisbane (1995)
- La Clef des étoiles, regia di Pierre-Louis Levacher (1999)
- Le Fabuleux Destin de Perrine Martin, regia di Olivier Ciappa (2003)
- La Nuit du 6 au 7, regia di Patrice Bauduinet (2003)
- Cavanimox, regia di Cyril Tchernomordik, Fabrice Sénia, Frédéric Barbe e Hannibal Poenaru (2004)
- Le Coma des Mortels, regia di Philippe Sisbane (2004)
- Le Film de ma vie, regia di Aurélien Clappe  (2009)

## Doppiaggio
Questa è una lista parziale del doppiaggio di Roger Carel per l'edizione francese.
- Peter Sellers in Il ruggito del topo, Lolita, Astronauti per forza, La Pantera Rosa, Il dottor Stranamore - Ovvero: come ho imparato a non preoccuparmi e ad amare la bomba, La cassa sbagliata, Lasciami baciare la farfalla, Soffici letti, dure battaglie, Oltre il giardino
- Peter Ustinov in Spartacus, La fuga di Logan, Il tesoro di Matecumbe, Io, Beau Geste e la legione straniera, Assassinio sul Nilo, Ashanti, La rivoluzione francese, Lo scapolo d'oro
- Jack Lemmon in A qualcuno piace caldo, L'appartamento Sotto l'albero yum yum, Irma la dolce, La grande corsa, Non per soldi... ma per denaro
- Anthony Daniels in Guerre stellari, L'Impero colpisce ancora, Il ritorno dello Jedi, Star Wars: Episodio I - La minaccia fantasma, Star Wars: Episodio II - L'attacco dei cloni, Star Wars: Episodio III - La vendetta dei Sith
- Oliver Hardy in Gli allegri eroi, Sim salà bim (ridoppiaggio)
- Eli Wallach in La conquista del West, Il cervello
- Rod Steiger in Il caro estinto, Non si maltrattano così le signore
- Joe Flynn in Il computer con le scarpe da tennis, Spruzza, sparisci e spara
- Dom DeLuise in Il fratello più furbo di Sherlock Holmes, La pazza storia del mondo
- Ian Holm in I banditi del tempo, Lord of War
- Jerry Lewis in Re per una notte, Retenez-moi... ou je fais un malheur!
- Pat Morita in Per vincere domani - The Karate Kid, Karate Kid II - La storia continua...
- Renato Rascel in Tempi duri per i vampiri
- Walter Matthau in Fiore di cactus
- Roy Kinnear in Dolci vizi al foro
- Steve Pemberton in Mr. Bean's Holiday
- David Suchet in Uragano
- Charlie Chaplin in Il grande dittatore

### Film d'animazione
- Asterix in Asterix il gallico, Asterix e Cleopatra, Asterix e le dodici fatiche, Asterix e la sorpresa di Cesare, Asterix e la pozione magica, Asterix e la grande guerra, Asterix conquista l'America, Asterix e i Vichinghi, Asterix e il Regno degli dei
- Topolino in Il piccolo tifone
- Ming Li Foo in La ballata dei Dalton
- il becchino in Lucky Luke - film 1971, La ballata dei Dalton
- Winnie the Pooh, Pimpi e Tappo in Le avventure di Winnie the Pooh, Winnie the Pooh alla ricerca di Christopher Robin
- Bernie in Le avventure di Bianca e Bernie, Bianca e Bernie nella terra dei canguri
- Jolly Jumper, il colonnello Winston Van Ogan e il senatore Pendelberryin in La grande avventura dei Dalton
- Kaa in Il libro della giungla, Il libro della giungla 2
- Top Cat in Top Cat e i gatti di Beverly Hills
- Pappagallo rosso Stan in Tom & Jerry all'arrembaggio
- Caius Pupus in Asterix e le dodici fatiche
- Comandante della cavalleria in Lucky Luke - film 1971

### Televisione
- Asterix in Deux Romains en Gaule
- Peter Ustinov in The Thief of Baghdad
- Benny Hill in Benny Hill Show
- David Suchet in Hercule Poirot
- ALF in ALF - serie televisiva

### Cartoni animati
- Topolino nei vari cortometraggi doppiati negli anni ottanta
- Svicolone in Svicolone
- Rantanplan in Lucky Luke serie animata 1984 (2ª parte degli episodi)
- Jolly Jumper in Lucky Luke serie animata 1984
- Magilla Gorilla in The Magilla Gorilla Show
- Lippy the Lion in I due masnadieri
- Mister Magoo in Mister Magoo
- Kermit la Rana in Muppet Show
- Fred Flintstone Gli Antenati
- Pixie e Dixie in Pixie, Dixie e Mr. Jinks
- Wally Gator in Wally Gator
- Maestro, Piero, Metro, Colonnello Pierre, Maestro Globus e Nabot in C'era una volta l'uomo, Ai confini dell'universo, Siamo fatti così, Alla scoperta delle Americhe,Grandi uomini per grandi idee, C'era una volta... la Terra
- Alì Babà in Le mille e una notte

### Videogiochi
- Asterix in Asterix & Obelix XXL, Asterix & Obelix XXL 2: Mission Las Vegum, Asterix alle Olimpiadi
- Lance Galahad, Dr Nero Neurosis e Moose in Brain Dead 13
- Rincewind in Discworld II: Missing Presumed...!?
- Archer Elfe in Warcraft II: Tides of Darkness
- Filipe Machado, Antonio, Olivera il pirata, il vecchio cinese, il capo indigeno di Molucche in The Adventures of Valdo & Marie
- C-3PO in Star Wars: Rebellion, Star Wars: Battlefront
- Big Gruesome e professor Pat Pending in Wacky Races videogioco 2001
- Winnie, Jiminy Cricket, Gepetto in Kingdom Hearts
- Chipikan in Le temple perdu de l'oncle Ernest, La statuette maudite de l'oncle Ernest
- Winnie, Tappo, Jiminy Cricket in Kingdom Hearts II
- Winnie e Tappo in Winnie the Pooh's Rumbly Tumbly Adventure
- Il coniglio di cioccolato bianco in I Simpson - Il videogioco
- Winnie in Disney Friends
- Maestro in Il était une fois la vie

### Radio
- Signé Furax (1958-1960)
- Les Aventures de Tintin (1960-1961)
- Bons baisers de partout (1965-1974)
- Asterix in Les Aventures d'Astérix le Gaulois (1966-1967)
- Le Mystère de la chambre jaune (1983)

### Audiolibri
- Les Contes bleus du chat perché de Marcel Aymé, Gallimard, (1984, 1986)
- Trois amis di Helme Heine, Gallimard, (1984)
- L'Énorme Crocodile di Roald Dahl, Gallimard, (1984)
- La Potion magique de Georges Bouillon di Roald Dahl, Gallimard, (1986)

### Altro
- Le Chien dans la vitrine canzone di Line Renaud in cui si assicura l'abbaiare (1952)
- 1-2-3-4-5 petits chiens turbulents ! (1977)
- Spot Amstrad (1990)
- Nom de Zeus ! (2007)
- Asterix in Le Défi de César (Parc Astérix)

## Discografia
- Oumpah-Pah sur le sentier de la guerre di René Goscinny, Musidisc (1971)
- Oumpah-Pah le Peau-Rouge di René Goscinny, Musidisc, (1973)
- Chlorophylle contre les rats noirs di Raymond Macherot, Musidisc, (1973)
- Offenbach raconté aux enfants di Claude Dufresne, Adès, (1978)
- Numerosi libri-dischi Disney/Le Petit Ménestrel tra cui:
  - Merlin l'Enchanteur
  - Basil, détective privé
  - Picsou et tout l'or du monde
  - Les Castors Juniors détectives
  - Les Minipouss : Première Victoire
  - Le Noël de Mickey
  - Bernard et Bianca

## Doppiatori italiani
- Bruno Persa: Il Santo prende la mira
- Stefano Sibaldi: Arsenio Lupin
- ?: Cinque matti al supermercato
- ?: L'estate assassina

Da doppiatore è stato sostituito da: 
- Oreste Lionello in Asterix il gallico, Asterix e Cleopatra
- Gianni Giuliano in Asterix e le dodici fatiche
- Willy Moser in Asterix e la sorpresa di Cesare, Asterix e la pozione magica
- Mino Caprio in Asterix e la grande guerra
- Tonino Accolla in Asterix conquista l'America
- Marco Mete in Asterix e i Vichinghi, Asterix e il Regno degli dei
- Enrico Maggi in Lucky Luke serie animata 1984
- Gabriele Lopez in Lucky Luke - La grande avventura dei Dalton,
- Marco Mete in Lucky Luke - La ballata dei Dalton (ridoppiaggio)
- Alberto Caneva in Lucky Luke - La ballata dei Dalton (ridoppiaggio)
- Francesco Vairano in Lucky Luke - La ballata dei Dalton
- Corrado Gaipa in Il cervello
- Massimo Di Benedetto in Asterix & Obelix XXL
- Riccardo Rovatti in Asterix & Obelix XXL 2: Mission Las Vegum, Asterix alle Olimpiadi
- Claudio De Angelis in Asterix e le dodici fatiche
- Gino Donato in Ai confini dell'universo
- Carlo Bonomi in Siamo fatti così
- Maurizio Scattorin in Grandi uomini per grandi idee, Ai confini dell'universo, Imbarchiamoci per un grande viaggio, C'era una volta... la Terra
- Claudio Capone in C'era una volta l'uomo, Ai confini dell'universo
- Flavio Arras in C'era una volta l'uomo
- Karin Giegerich in C'era una volta l'uomo
- Gianni Mantesi in C'era una volta l'uomo
- Elio Pandolfi in Ai confini dell'universo
- Aldo Stella in Ai confini dell'universo
- Giorgio Bonino in Ai confini dell'universo
- Mario Scarabelli in Siamo fatti così
- Riccardo Mantani in Siamo fatti così
- Karin Giegerich in Siamo fatti così
- Natale Ciravolo in Siamo fatti così
- Paolo Bessegato in Siamo fatti così
- Renato Novara in C'era una volta... la Terra
- Nando Gazzolo in Lucky Luke - film 1971

## Libri
- Roger Carel e Henri Marc, J'avoue que j'ai bien ri, Éditions Jean-Claude Lattès, 1986,  pp. 238 p, ISBN 2-7096-0484-1.